# تايلور بلاك
تايلور بلاك (بالإنجليزية: Taylor Gildersleeve)‏ هي متسابقة ملكة الجمال وممثلة أمريكية، ولدت في 13 سبتمبر 1991 في North Fork (Long Island) ‏ في الولايات المتحدة.

## وصلات خارجية
- الموقع الرسمي
- تايلور بلاك على موقع IMDb (الإنجليزية)
- تايلور بلاك على موقع روتن توميتوز (الإنجليزية)
- تايلور بلاك على موقع قاعدة بيانات الفيلم (الإنجليزية)